# Haugen, Wisconsin
Haugen là một làng thuộc quận Barron, tiểu bang Wisconsin, Hoa Kỳ. Năm 2006, dân số của làng này là 287 người.